# Branden Dawson
Branden James Dawson (Gary, 1º febbraio 1993) è un ex cestista statunitense.

## Carriera
È stato selezionato dai New Orleans Pelicans al secondo giro del Draft NBA 2015 (56ª scelta assoluta).